# Quercus tomentella
Quercus tomentella, el "encino de las islas", es un roble perteneciente a la familia de las fagáceas. Está clasificada en la sección Protobalanus, roble americano y sus parientes, que se encuentran en el suroeste de Estados Unidos y el noroeste de México. Tienen los estilos cortos, las bellotas maduran en 18 meses y tienen un sabor muy amargo. Las hojas suelen tener lóbulos con puntas afiladas, con las cerdas en la punta del lóbulo.

## Distribución
Quercus tomentella es endémico de seis islas situadas enfrente de la costa de California, Santa Rosa, Santa Cruz, Anacapa, isla Santa Catalina, San Clemente, y Guadalupe. Las cinco primeras pertenecen al archipiélago de las Channel Islands de California; la isla de Guadalupe está localizada al oeste de Baja California, México.

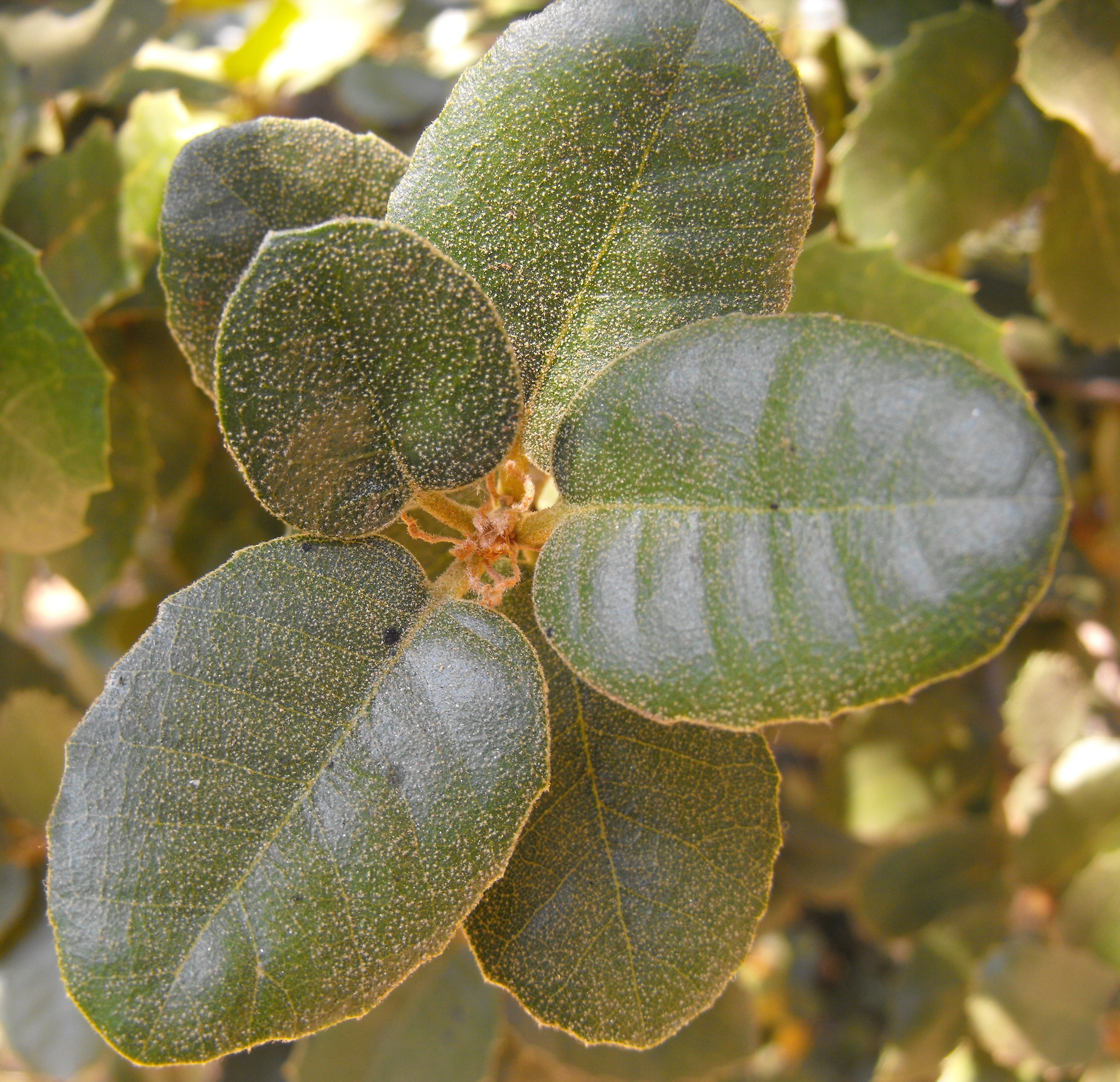
Detalle de las hojas

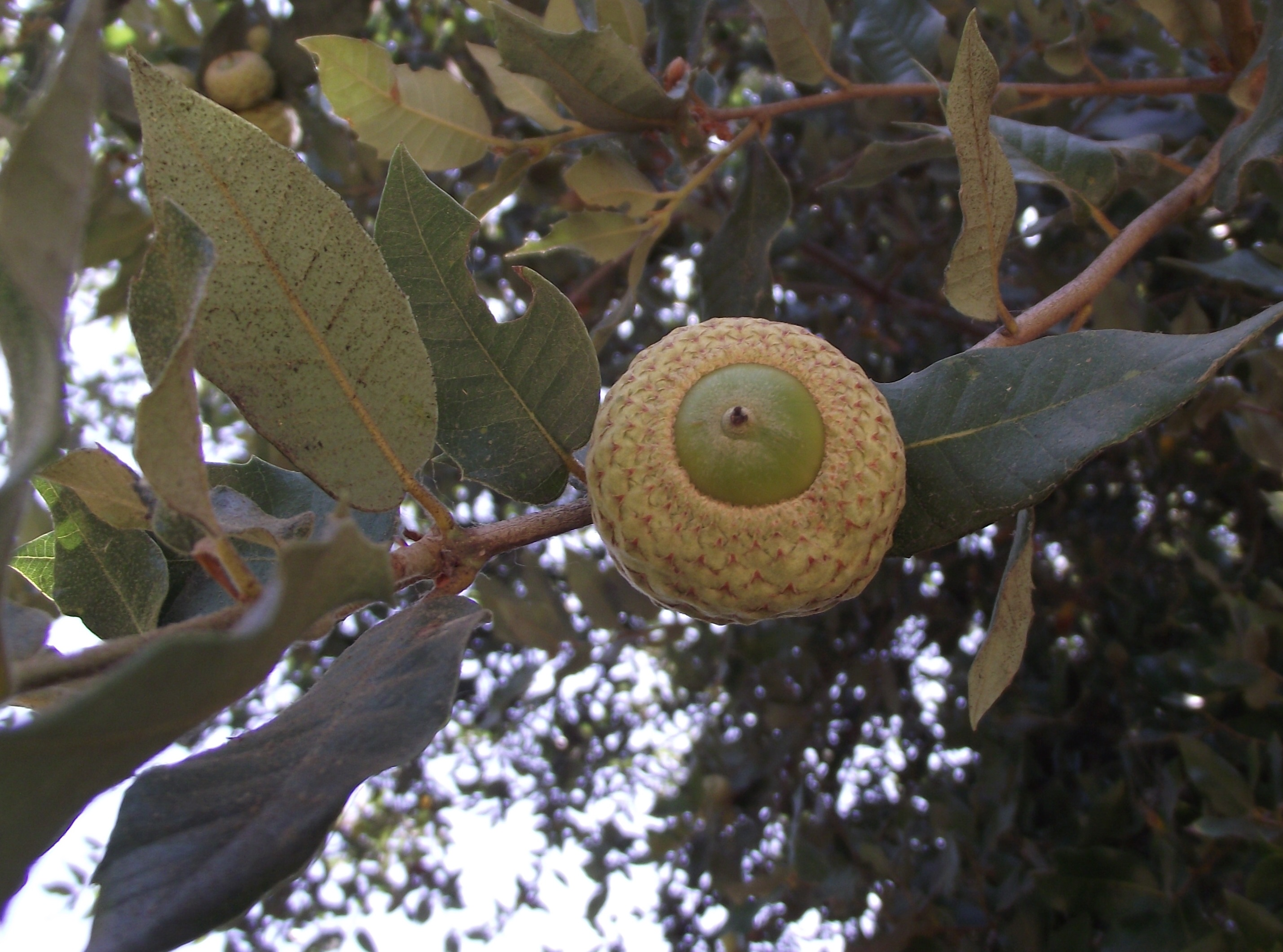
Bellota

## Descripción
Quercus tomentella es un árbol generalmente de menos de 20 metros de altura. Su corteza es generalmente gris y se forman surcos con la edad. Su nombre de especie tomentella, es el latín para el "envés con tomento (pelusa)", referencias a los densos pelos que se encuentran en las superficies inferiores de sus hojas.
Sus hojas, perennes, tienen de 5 a 8  cm de longitud, y son de forma oblonga a oblongo-ovada, con los márgenes lisos o dentados. Las Bellotas tardan 2 años en madurar y tienen forma de platillo a cuenco con una extremidad redondeada, y de gran tamaño (copa de 20 a 30  milímetros de ancho, 6-8  milímetros de profundidad, bellota de 20 a 35  milímetros). 
Quercus tomentella puede cruzarse por hibridación con el resto de los miembros de la sección sección Protobalanus, aunque en su distribución natural interaccione solamente con el "encino de las barrancas" (Quercus chrysolepis).

## Situación y expectativas
Se han encontrado fósiles de Quercus tomentella en las tierras continentales de California; los fósiles conocidos más recientes son de dos a diez millones de años y fueron encontrados cerca de la "Universidad de St. Mary", en la proximidad de las colinas de Oakland. Los fósiles conocidos más antiguos son 30 a 60 millones de años y fueron encontrados en el desierto de Mojave. Quercus tomentella no se encuentra de forma natural en la zona continental de California, y es probablemente un residuo de un clima que era más caliente y más húmedo que el actual. Sin embargo, crecerá fácilmente en la zona continental de California si es plantado y regado regularmente. 
Quercus tomentella se encuentra incluido en el listado de Vulnerable (VU B1+2ce) por el IUCN. Muchas poblaciones están necesitando de una recuperación inmediata debido a los severos impactos del ramoneo de herbívoros foráneos. El National Park Service de Estados Unidos, ha clasificado al Encino de la Isla como una especie de protección especial.
En la isla Guadalupe, la población local probablemente está abocada a la extinción. Desde la década de 1950 ha disminuido de un 80 a un 90%, y tan solo permanecen una o dos docenas de árboles. Estos no parecen reproducirse más. Hubo un tiempo en el que el Encino de la Isla era una parte importante del ecosistema local, su declive fue causado por diez millares de cabras salvajes que pululan la isla desde mediados del siglo XIX. La retirada de las cabras no fue del todo completa hasta el año 2005 y se han construido recintos cercados desde el 2001, permitiendo una reaparición asombrosa de la flora local. Incluso si los encinos locales desaparecieran, la población podría ser restablecida probablemente en corto plazo de tiempo con las reservas de las islas de canal.

## Taxonomía
Quercus tomentella fue descrita por  George Engelmann    y publicado en Transactions of the Academy of Science of St. Louis 3: 393. 1877.
Etimología
Quercus: nombre genérico del latín que designaba igualmente al roble y a la encina.
tomentella: epíteto latín que significa "a veces con hojas peludas".
Sinonimia
- Quercus chrysolepis subsp. tomentella (Engelm.) A.E.Murray, Kalmia 13: 25 (1983).
- Quercus chrysolepis var. tomentella (Engelm.) A.E.Murray, Kalmia 13: 25 (1983).
- Quercus tomentella var. conjungens Trel., Publ. Field Mus. Nat. Hist., Bot. Ser. 5: 78 (1923).
- Quercus tomentella f. conjungens (Trel.) Trel., Mem. Natl. Acad. Sci. 20: 119 (1924).[5]